# Demba Camara
Pour le chanteur guinéen Aboubacar Demba Camara, voir Aboubacar Demba Camara.
Pour les articles homonymes, voir Camara.
Cet article possède un paronyme, voir Aboubacar Camara.
Aboubacar Demba Camara, abrégé Demba Camara, né le 7 novembre 1994 à Conakry, est un footballeur international guinéen. Il évolue au poste d'attaquant à l'ESTAC Troyes.

## Carrière

### En club
Demba Camara rejoint le Paris FC lors du mercarto d'hiver 2016.
Lors de la première journée de la saison 2016-2017 en national, il inscrit un triplé contre Créteil. Le reste de la saison est moins flamboyant et il est souvent sur le banc.

### En sélection
Il honore sa première sélection le 6 septembre 2011 lors d'un match amical contre le Venezuela.

## Statistiques
| Saison                | Club                  | Championnat           | Championnat | Championnat | Coupe nationale | Coupe nationale | Coupe de la Ligue | Coupe de la Ligue | Total | Total |
| Saison                | Club                  | Division              | M.          | B.          | M.              | B.              | M.                | B.                | M.    | B.    |
| 2013-2014             | AC Ajaccio            | Ligue 1               | 20          | 2           | 2               | 0               | 1                 | 0                 | 23    | 2     |
| Sous-total            | Sous-total            | Sous-total            | 20          | 2           | 2               | 0               | 1                 | 0                 | 23    | 2     |
| 2014-2015             | Gaziantepspor         | Süper Lig             | 11          | 2           | 2               | 2               | -                 | -                 | 13    | 4     |
| 2015-2016             | Gaziantepspor         | Süper Lig             | 12          | 2           | 5               | 1               | -                 | -                 | 17    | 3     |
| Sous-total            | Sous-total            | Sous-total            | 23          | 4           | 7               | 3               | -                 | -                 | 30    | 7     |
| 2015-2016             | Paris FC              | Ligue 2               | 9           | 4           | -               | -               | -                 | -                 | 9     | 4     |
| 2016-2017             | Paris FC              | National              | 22          | 6           | -               | -               | 2                 | 0                 | 24    | 6     |
| Sous-total            | Sous-total            | Sous-total            | 16          | 19          | -               | -               | 2                 | 0                 | 18    | 19    |
| Total sur la carrière | Total sur la carrière | Total sur la carrière | 59          | 13          | 9               | 3               | 3                 | 0                 | 71    | 16    |